# Santino Andino
Santino Andino (Mendoza, 25 de octubre de 2005) es un futbolista argentino. Juega como delantero y su equipo actual es Godoy Cruz, de la Primera División de Argentina.

## Trayectoria

### Godoy Cruz
Debutó en la primera de Godoy Cruz el 14 de septiembre de 2024, con un empate 1-1 frente a Sarmiento de Junín.

## Selección nacional
En noviembre de 2024 fue convocado por Javier Mascherano a la selección de fútbol sub-20 de Argentina para disputar amistosos internacionales.

## Estadísticas

### Clubes
Actualizado al último partido disputado el 29 de mayo de 2025.
| Club                 | Div.                | Temporada           | Liga | Liga | Copa Nacional | Copa Nacional | Copa Internacional | Copa Internacional | Total | Total |
| Club                 | Div.                | Temporada           | PJ   | G    | PJ            | G             | PJ                 | G                  | PJ    | G     |
| -------------------- | ------------------- | ------------------- | ---- | ---- | ------------- | ------------- | ------------------ | ------------------ | ----- | ----- |
| Godoy Cruz Argentina | 1.ª                 | 2024                | 15   | 2    | -             | -             | -                  | -                  | 15    | 2     |
| Godoy Cruz Argentina | 1.ª                 | 2025                | 11   | 2    | 1             | 0             | 6                  | 1                  | 18    | 3     |
| Godoy Cruz Argentina | Total               | Total               | 26   | 4    | 1             | 0             | 6                  | 1                  | 33    | 5     |
| Total en su carrera  | Total en su carrera | Total en su carrera | 26   | 4    | 1             | 0             | 6                  | 1                  | 33    | 5     |